# Trypeticus degallieri
Trypeticus degallieri är en skalbaggsart som beskrevs av Kanaar 2003. Trypeticus degallieri ingår i släktet Trypeticus och familjen stumpbaggar. Inga underarter finns listade i Catalogue of Life.